# 喃蒲岛

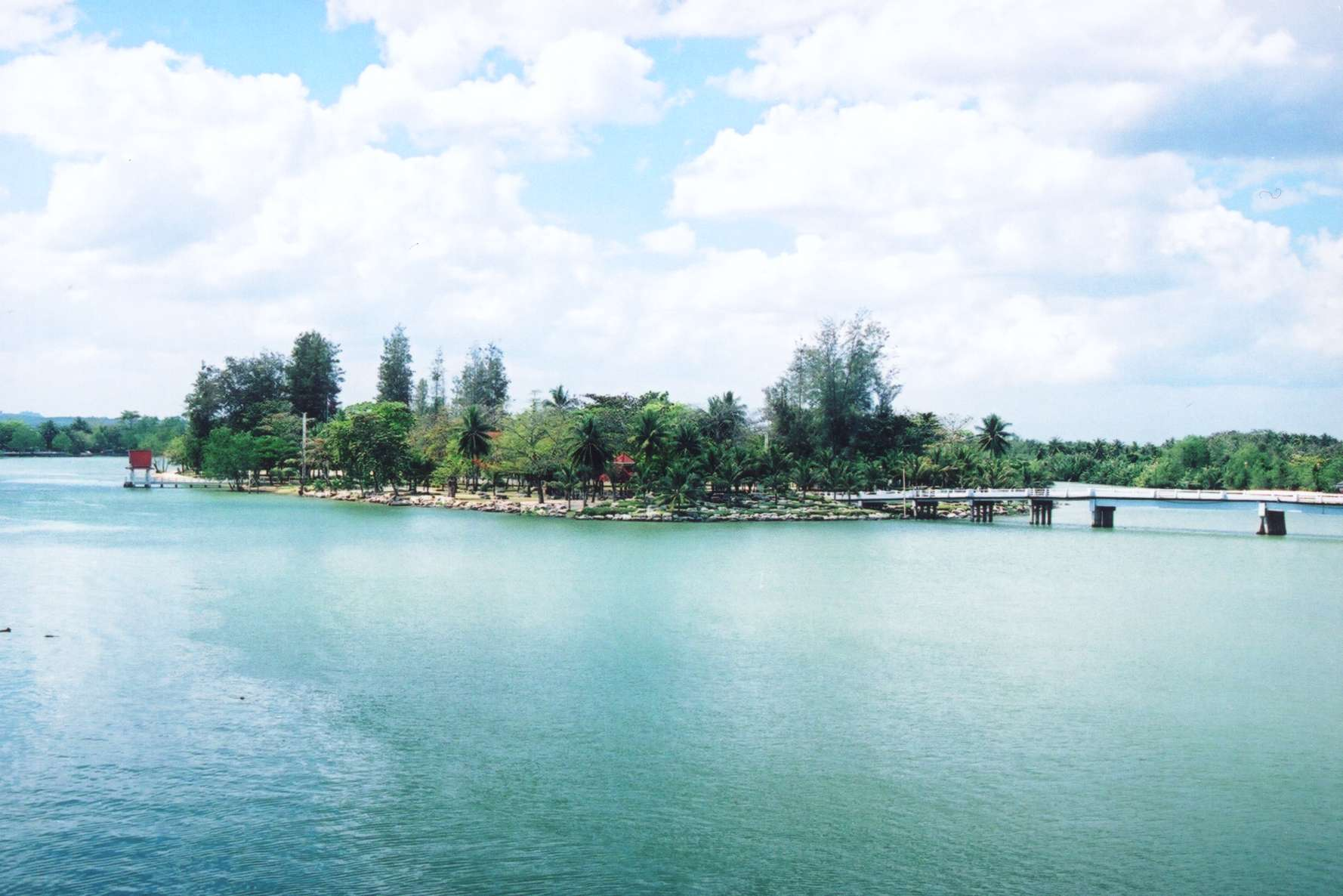
喃蒲岛

喃蒲岛是泰国他彼河上的一座小岛，该岛位于河口附近约9千米，靠近素叻他尼的城市中心。该岛通过桥可以与巴吞他尼府的城隍庙相连。
喃蒲岛长约0.75千米，地势较低。岛上无法通行汽车，这也促使该岛较为安静，常有游客前往聚餐或运动。